# Roger Nott
Roger Bede Nott CBE (* 20. Oktober 1908 in Gulgong, Mid-Western Region, New South Wales; † 28. September 2000 in Dunedoo, Warrumbungle Shire, New South Wales) war ein australischer Politiker der Australian Labor Party in New South Wales sowie im Northern Territory.

## Leben

### Politische Laufbahn in New South Wales
Nott, der ursprünglich als Landwirt arbeitete, begann seine politische Laufbahn 1941, als er für die Australian Labor Party für ein Mandat in der konservativ geprägten Legislativversammlung von New South Wales kandidierte. Dabei gelang ihm im Wahlkreis Liverpool Plains die Wahl zum Abgeordneten mit einer Mehrheit von nur 155 Wählerstimmen, wodurch die Country Party diesen Sitz nach 25 Jahren an einen Labor-Kandidaten verlor. Nott vertrat die Interessen des Wahlkreises bis 1961.
1954 wurde er von Premierminister Joseph Cahill erstmals in die Regierung des Bundesstaates berufen und übernahm von dem zum Rücktritt gezwungenen Labor Party-Querdenker Clive Evatt das Amt als Minister ohne Geschäftsbereich. Im Rahmen einer Kabinettsumbildung wurde er 1956 zum Minister für Ländereien und Bergwerke ernannt und wurde 1957 zusätzlich Landwirtschaftsminister, wobei er von seiner praktischen beruflichen Erfahrung profitierte. Er gehörte den Kabinetten von Cahill und dessen Nachfolger Robert Heffron bis 1961 an.

### Politische Laufbahn im Northern Territory
Am 1. April 1961 nahm er die vom australischen Premierminister Robert Menzies erfolgte Ernennung zum Administrator des Northern Territory an.
Dabei bewogen ihn besonders die Herausforderung an dieses Amt sowie die potenzielle Wichtigkeit des Territoriums bei Bergbau, Landwirtschaft und Tourismus. In seinem Amt gab er sich stets bürgernah und wurde dafür bekannt, dass er bei öffentlichen Anlässen sein Jacket auszog und alle anderen dazu aufforderte, dies auch zu tun. Dies wurde lediglich von seinem Vorgänger James Clarence Archer abgelehnt, den man in der Öffentlichkeit nie ohne Mantel sah. Notts Kleidungsstil der langen Hosen mit langärmlichen Hemden wurde bei der Bevölkerung als „Territory Rig“ bekannt.
Seine Tätigkeit als Administrator war insbesondere für die Fleischindustrie des Northern Territory von Bedeutung und führte zur Gründung von Schlachthöfen für den Export sowie dem Bau eines Netzes von Straßen und Wegen für Rindertransporte.
Zwei Jahre vor dem offiziellen Ende seiner Amtszeit als Administrator des Northern Territory wurde er am 20. August 1964 Administrator der Norfolkinsel, einem australischen Außengebiet im Pazifischen Ozean. Diese Funktion übte er bis 1966 aus.
1968 kehrte er ins aktive politische Leben zurück, um für ein Mandat im Australischen Repräsentantenhaus zu kandidieren. Nachdem diese Kandidatur erfolglos geblieben war, zog er sich 1970 endgültig aus der Politik zurück.
Für seine Verdienste um die Politik Australiens sowie für das Commonwealth of Nations wurde er 1977 Commander des Order of the British Empire.